# Конюшина альпійська
Конюшина альпійська (Trifolium alpestre). Місцеві назви — конова́льчик, каюши́на. Багаторічна трав'яниста рослина родини бобових (Fabaceae).

## Морфологічна характеристика
Кореневище товсте, повзуче. Стебло пухнасте, 3-30 см заввишки. Листя обернено-яйцеподібне, в підставі клиноподібне, дрібно- і гостро-зубчасте. Квітки великі, білувато-червоні, зібрані у зонтики.

## Екологічна приуроченість
Росте на альпійських луках, на уступах і в тріщинах скель, рідше в щебенистій тундрі і пустельно-степових долинах річок.

## Поширення
Поширена в Європі, на Кавказі, в горах Центрального і Південно-східного Алтаю.